# Легин, Карл
Карл Рудольф Легин (нем. Carl Rudolf Legien; 1 декабря 1861, Мальборк, Поморское воеводство — 26 декабря 1920, Берлин) — немецкий профсоюзный и политический деятель.

## Биография
Карл Рудольф Легин родился 1 декабря 1861 года в городе Мальборке. По профессии — металлург.
В 1885 году Легин вступил в Социал-демократическую партию Германии (СДПГ), а в 1886 году стал активно участвовать в профсоюзном движении.
В 1889 году он принял участие в международном конгрессе социалистов в Париже, который завершился с созданием Второго Интернационала.
С 1890 года Карл Легин стал председателем Генеральной комиссии немецких профсоюзов Generalkommission der Gewerkschaften).
В 1893—1898, 1903—1918 и 1920 году был депутатом Рейхстага.
В 1913 году он стал президентом Международной ассоциации профсоюзов, а в 1919 году председателем Генеральной Германской конфедерации профсоюзов.
Был представителем правого, ревизионистского течения в социал-демократии. Во время Первой мировой войны стоял на социал-шовинистических позициях и выступал противником Октябрьского переворота в России и построенного большевиками советского государства. В ходе Ноябрьской революции наряду с другими правыми социал-демократами проводил политику обуздания неконтролируемых революционных тенденций, чтобы Германская империя не повторила судьбу Империи Российской.
В 1920 году Легин организовал всеобщую забастовку против Капповского путча.
В марте 1920 года президент Фридрих Эберт просил его сформировать новое правительство, но Легин отказался.
В годы 1893—1898 и 1903—1920 Легин был депутатом рейхстага.
Карл Рудольф Легин умер 26 декабря 1920 года в городе Берлине.
Среди его трудов следует назвать «Das Koalitionsrecht der deutschen Arbeiter in Theorie und Praxis».
Один из жилых кварталов Берлина входящий в Список объектов всемирного наследия ЮНЕСКО в Германии носит название Комплекс Карла Легина.